# دي هافيلاند دي إتش.60 موث
دي هافيلاند دي إتش.60 موث (بالإنجليزية: de Havilland DH.60 Moth) هي طائرة جولات وتدريب بريطانية ذات مقعدين، صنعت في عقد 1920. تم تطويرها إلى سلسلة من الطائرات من قبل شركة طائرات دي هافيلاند.

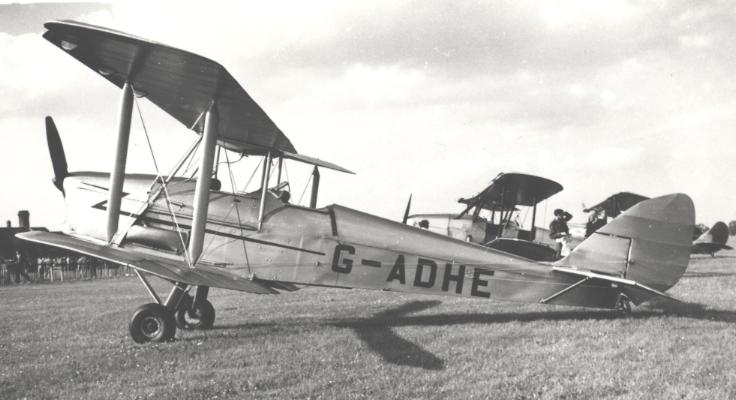
DH.60G-III Moth Major G-ADHE at Coventry in June 1954

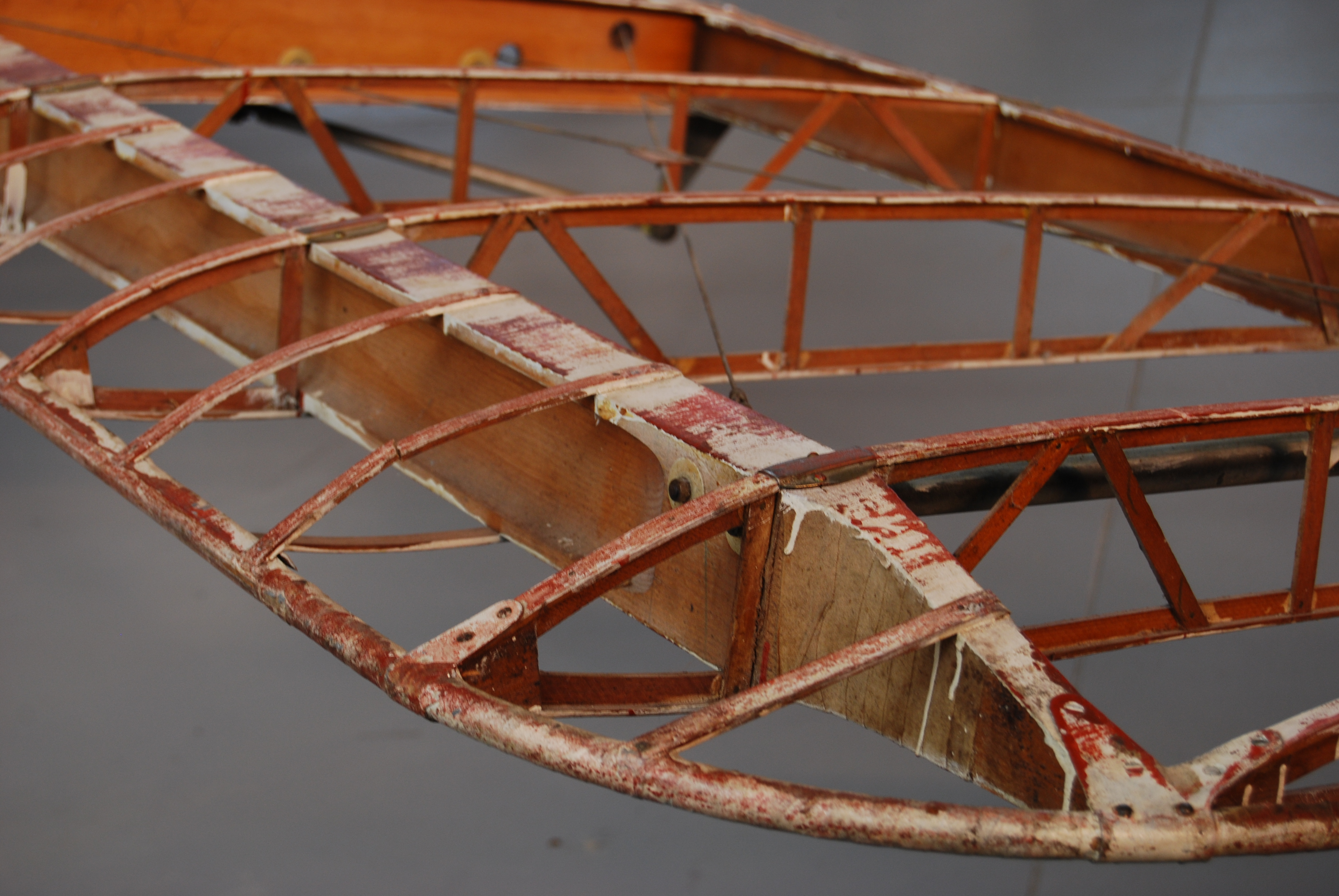
Lower port wing internal structure

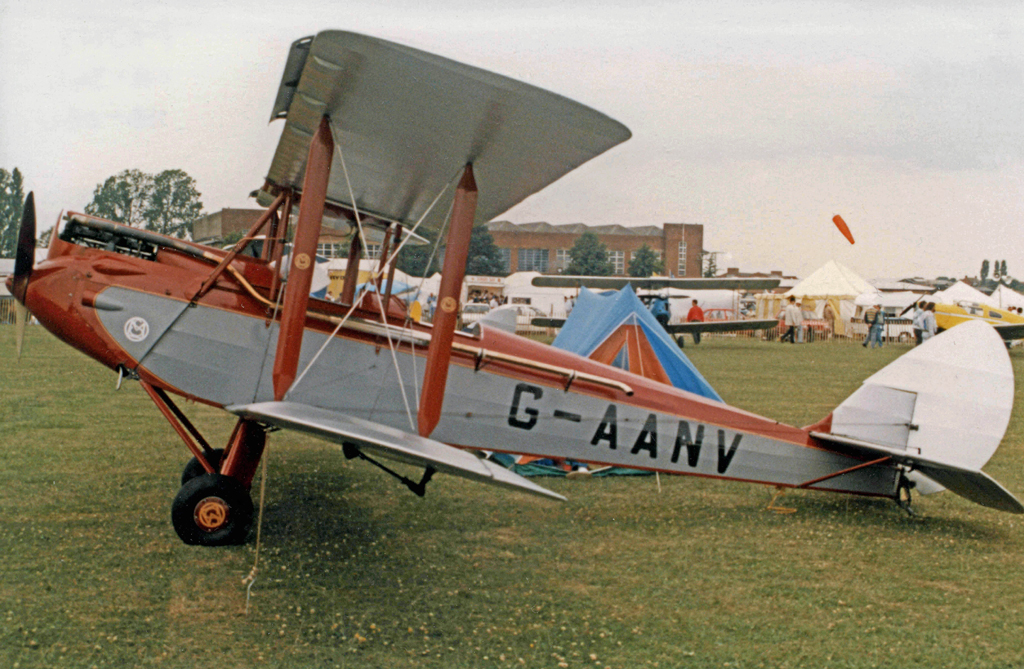
DH.60 Moth built in 1931 in France under licence by Morane-Saulnier

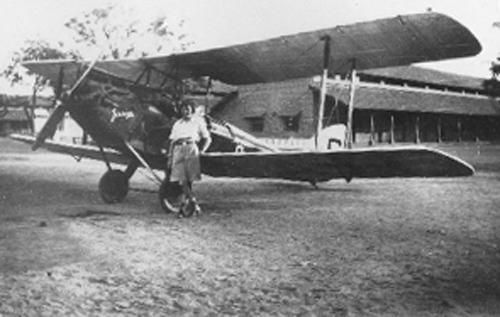
إيمي جونسون and Jason, a DH.60G Gipsy Moth, in Jhansi, India in 1930

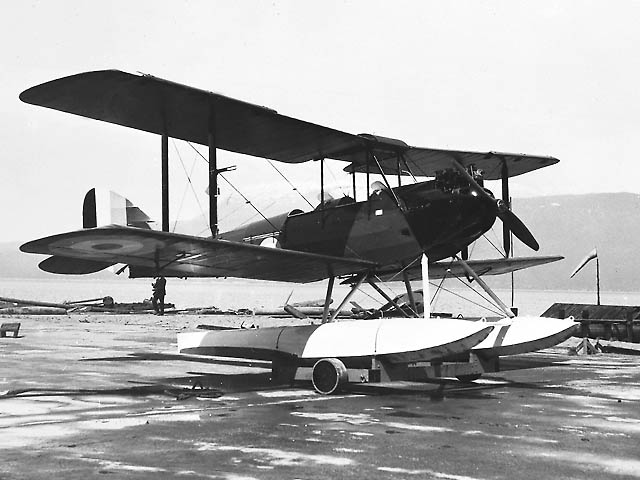
Royal Canadian Air Force DH.60 Cirrus Moth fitted with floats

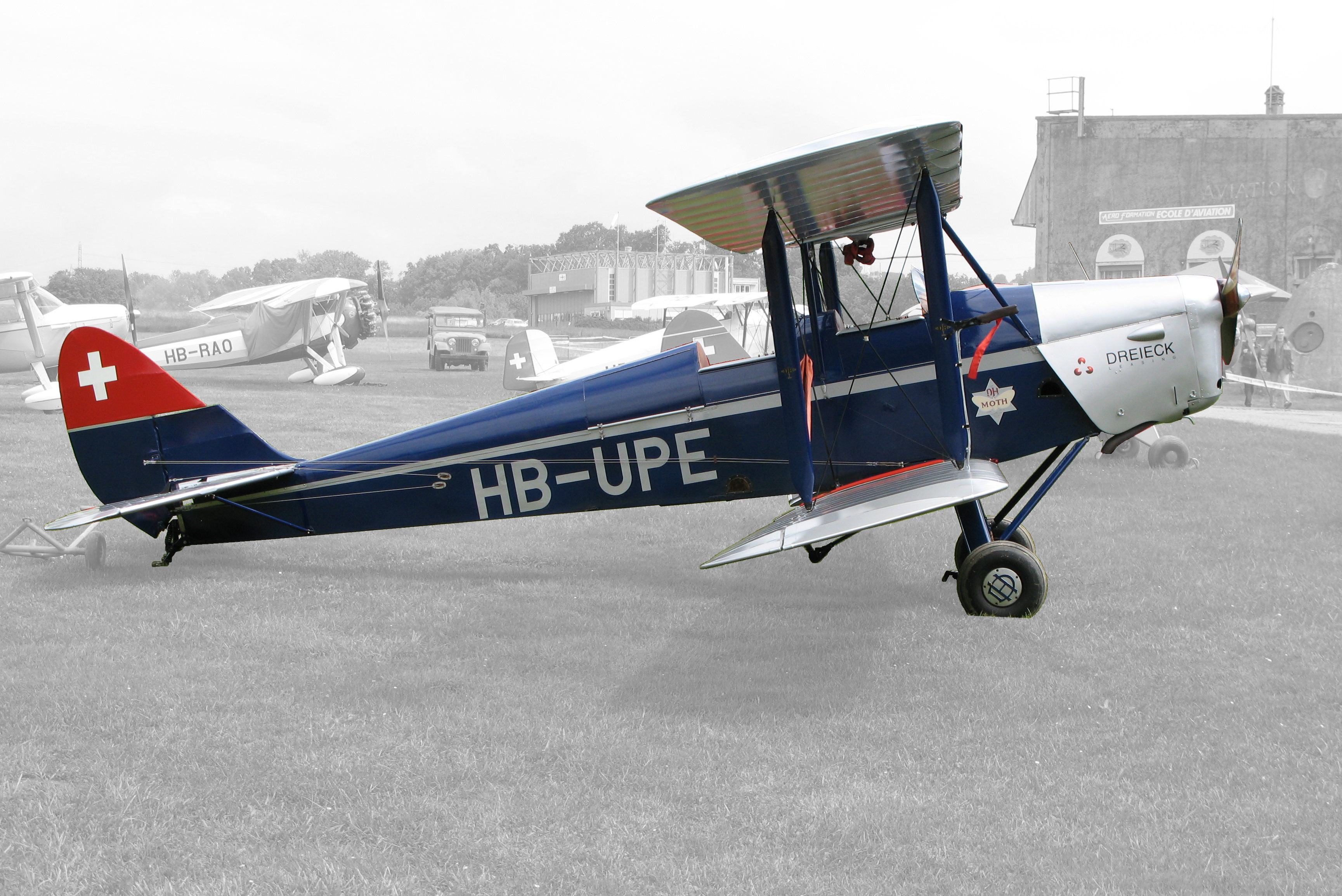
Swiss registered DH.60G III Moth Major

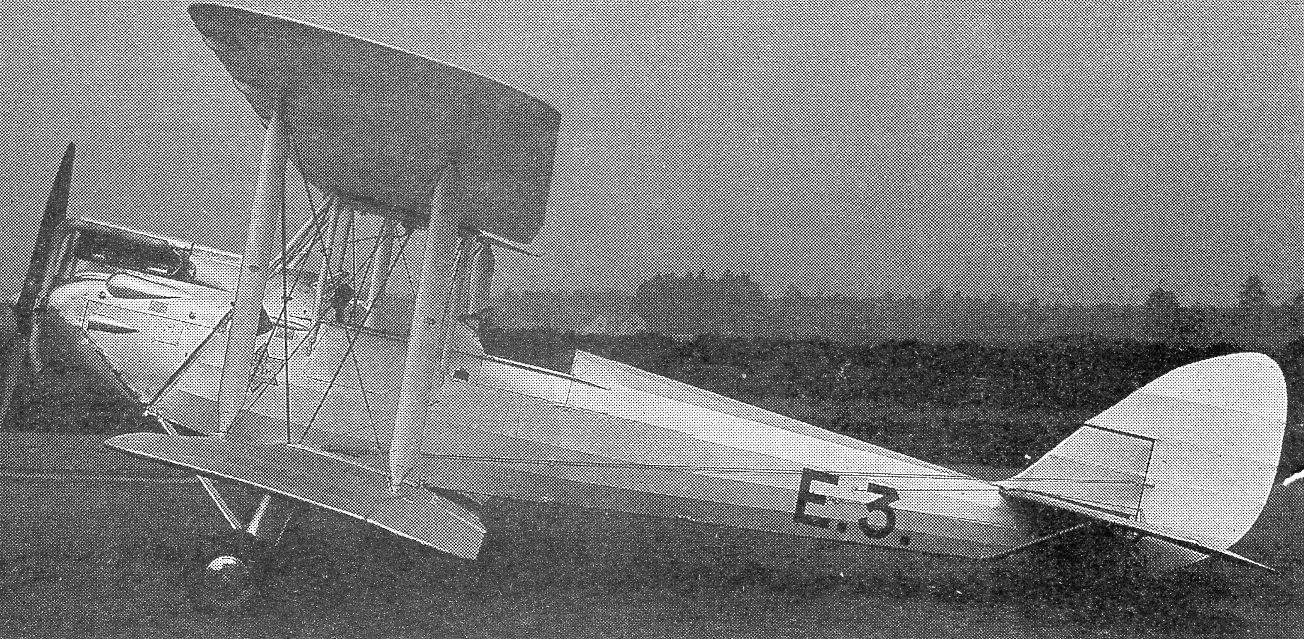
Prototype DH.60T

## المتغيرات
(المتغيرات مدرجة بالترتيب الزمني)
- DH.60 Cirrus Moth
- DH.60 Cirrus II Moth. (المعروفة أيضا باسم Hermes Moth).
- DH.60 Genet Moth
- DH.60G Gipsy Moth.
- DH.60GII (GipsyII Moth).
- DH.60X
- DH.60L (Luxury)
- DH.60M Moth (Metal Moth)
- DH.60T (Moth Trainer)
- DH.60GIII Moth
- DH.60GIII Moth Major.[2]
- DH.60T (Tiger Moth Prototypes)

Note: Variant information taken from Bransom.

## المشغلون

### المشغلون العسكريون
أستراليا
- القوات الجوية الملكية الأسترالية

 النمسا
- القوات الجوية النمساوية

 بلجيكا
- القوات الجوية البلجيكية

 الكونغو البلجيكية
- Force Publique

ميانمار
- Burma Volunteer Air Force – One aircraft only.

 البرازيل
- القوات الجوية البرازيلية
- القوات البرية البرازيلية
- Brazilian Naval Aviation

 كندا
- سلاح الجو الملكي الكندي

 الصين
- Chinese Nationalist Air Force

 تشيلي
- سلاح الجو التشيلي

 كوبا
- القوات المسلحة الثورية الكوبية

 الدنمارك
- القوات الجوية الملكية الدنماركية
- القوات البحرية الملكية الدنماركية

 مصر
- القوات الجوية المصرية

 إثيوبيا
- القوات الجوية الإثيوبية

 فنلندا
- القوات الجوية الفنلندية

 ألمانيا النازية
- سلاح الجو الألماني (الرايخ الثالث) (small numbers)[4]

 اليونان
- القوات الجوية اليونانية

 المجر
- القوات الجوية المجرية

 أيرلندا
- Irish Air Corps

 العراق
- القوة الجوية العراقية

 إمبراطورية اليابان (تم الاستيلاء عليها من الصين)
 النرويج
- الخدمة الجوية للجيش النرويجي

 نيوزيلندا
- القوات الجوية الملكية النيوزيلندية
- القوات الجوية الملكية النيوزيلندية
  - No. 4 Squadron RNZAF

 باراغواي
- Paraguayan Air Arm
  - Transport Squadron during the حرب تشاكو

 بولندا
- القوات الجوية البولندية

 البرتغال
- القوات البحرية البرتغالية

 رومانيا
- القوات الجوية الملكية الرومانية

 جنوب أفريقيا
- سلاح جو جنوب أفريقيا

 الجمهورية الإسبانية
- Spanish Republican Air Force

 Spanish State
- القوات الجوية الإسبانية

 السويد
- القوات الجوية السويدية

 المملكة المتحدة
- سلاح الجو الملكي
  - Central Flying School
  - كلية كرانويل للقوات الجوية
  - No.5 Flying Training School
  - No. 24 Squadron RAF
  - No. 173 Squadron RAF
  - No. 510 Squadron RAF
- البحرية الملكية البريطانية Fleet Air Arm

 الولايات المتحدة
- بحرية الولايات المتحدة.[5]

 مملكة يوغوسلافيا
- سلاح الجو الملكي اليوغوسلافي
- Yugoslav Royal Navy

## مواصفات (DH.60G Gipsy Moth)
البيانات من De Havilland Aircraft since 1909
الخصائص العامة
- الطاقم: اثنان، طيار واحد وراكب أو متدرب
- الطول: 23 قدم 11 بوصة (7.29 متر)
- باع الجناح: 30 قدم 0 بوصة (9.14 متر)
- الارتفاع: 8 قدم 91⁄2 بوصة (2.68 متر)
- مساحة الجناح : 243 sq قدم (22.6 متر²)
- الوزن فارغة: 920 رطل (417 كغم)
- الوزن محملة: 1,650 رطل (750 كغم)
- محرك الطائرة: 1 × دي هافيلاند جبسي، محرك مكبس 4 أسطوانات، upright، في خط مستقيم, 100 حصان (75 كيلوواط)

الأداء
- السرعة القصوى: 102 ميل في الساعة (89 عقدة، 164 كم/ساعة)
- سرعة العبور: 85 ميل في الساعة (74 عقدة، 137 كم/ساعة)
- مدى (طائرة): 320 ميل (278 ميل بحري, 515 كم)
- سقف الخدمة: 14,500 قدم (4,420 متر)
- معدل الصعود: 500 قدم/دقيقة (2.5 متر/الثانية)